# Mirko Thököly
Mirko Thököly (Emerik Thököly, Imre Thököly) (Kežmarok, Slovačka, 25. rujna 1657. − Nikomedija/Ízmit, 13. rujna 1705.), mađarski knez i vojskovođa, poslije turski vazal

## Ime
Mađarski izvor nazivaju ga Thököly/Tököly/Tökölli Imre, turski Tökeli İmre, srpski Tekeli/Tekelija, slovački Imrich Tököli, a njemački Emmerich Thököly. Sam se potpisivao kao Emericq Thököly.

## Životopis
Posljednji je odvjetak grofovskog ogranka mađarske velikaške obitelji Thököly. Nakon što je ugušena Zrinsko-frankapanska urota 1671., postao je vođa ugarskih emigranata u Sedmogradskoj (Transilvaniji, Erdelju). Povezao se je s Francuzima i Osmanlijama protiv Habsburgovaca. 1678. podigao je ustanak protiv Habsburga. Osmanlije su ga postavile za kneza Gornje Ugarske (tur. Muin-i Ali Osman'a itaat üzereyim emre, Kral-ı Orta Macar'ım ki namım Tökeli İmre), uz uvjet da im plaća godišnji danak od 40 tisuća talira. Tijekom iste godine osvajao je tvrđavu za tvrđavom i proširio si svoju državinu do rijeke Váha.
God. 1683., prije pohoda i opsade Beča, pozvao je Hrvatski sabor i hrvatskog bana [Nikolu III. Erdödyja da se pridruže njemu i velikom veziru Kara Mustafa-paši u pohodu na Beču. Hrvatski sabor i Erdödy odbili su poziv.
Sudjelovao 1683. u opsadi Beča. Oženio se je udovicom ugarskoga velikaša Franje I. Rákóczyja Jelenom Zrinskom. Nije se uspjela suprotstaviti austrijskim postrojbama tijekom ustanka te je pala u zarobljeništvo. Dok mu je supruga sedam godina bila zatočena s dvoje djece u nekom austrijskom samostanu, borio se je u sjeveroistočnoj Ugarskoj borio sa svojim kurucima protiv habsburške vojske.
1690. su ga godine Osmanlije imenovale velikim sedmogradskim (erdeljskim) knezom. Nakon mira u Srijemskim Karlovcima 1699. stekao je naslov vidinskoga kneza. Splete okolnosti dovodi do razmjene zarobljenika supruga Jelena mu se 1695. godine vratila.
Godine 1691. sudjelovao u bitci kod Slankamena i 1697. u bitci kod Sente, kao dio turske vojske. Predvodio je kuručke konjanike, koji su se uglavnom borili protiv Austrijanaca.
Godine 1699. došlo je sklapanja Karlovačkog mira, te su supružnici, nalazivši se na poraženoj strani, morali otići u izgnanstvo u Tursku. Tamo je Jelena živjela neko vrijeme u carigradskoj četvrti Galata, a zatim sve do svoje smrti 18. veljače 1703. u gradu Nikomediji, današnjem Izmitu.
Umro je u izgnanstvu u Turskoj 1705. godine. U 20. su stoljeću njegovi posmrtni ostatci vraćeni u Kežmarok i pokopan je u mauzoleju u nove luteranske crkve.
Njegov se kip nalazi na Trgu heroja u Budimpešti.

## Citati
- Citati Mirka Thökölya na mađarskom Wikicitatu